# Paweł Grabkowski z Minostowa
Paweł Grabkowski z Minostowa herbu Prus – sędzia sandomierski w latach 1590-1610, podsędek sandomierski w latach 1580-1587.
Poseł na  sejm elekcyjny 1587 roku, sejm 1589 roku, sejm 1593 roku, sejm 1595 roku, sejm 1601 roku z województwa sandomierskiego.